# EPrix de Monaco 2021

L'ePrix de Monaco 2021, disputé le 8 mai 2021 sur le circuit de Monaco, est la 76e manche de l'histoire de la Formule E. Il s'agit de la quatrième édition  de l'ePrix de Monaco comptant pour le championnat de Formule E et la septième manche du championnat du monde 2020-2021.

## Essais Libres
GP précédent GP suivant

### Première séance
Temps réalisés par les six premiers de la première séance d'essais libres
| Pos. | Pilote                 | Voiture      | Chorno         | Écart     |
| ---- | ---------------------- | ------------ | -------------- | --------- |
| 1    | Sam Bird               | Jaguar       | 1 min 32 s 220 |           |
| 2    | Mitch Evans            | Jaguar       | 1 min 32 s 253 | + 0 s 033 |
| 3    | Robin Frijns           | Virgin-Audi  | 1 min 32 s 360 | + 0 s 140 |
| 4    | António Félix da Costa | DS Techeetah | 1 min 32 s 576 | + 0 s 356 |
| 5    | Pascal Wehrlein        | Porsche      | 1 min 32 s 626 | + 0 s 406 |
| 6    | Nyck de Vries          | Mercedes     | 1 min 32 s 657 | + 0 s 437 |

#### Deuxième séance
Temps réalisés par les six premiers de la deuxième séance d'essais libres
| Pos. | Pilote                 | Voiture      | Chorno         | Écart     |
| ---- | ---------------------- | ------------ | -------------- | --------- |
| 1    | Mitch Evans            | Jaguar       | 1 min 31 s 118 |           |
| 2    | Sam Bird               | Jaguar       | 1 min 31 s 303 | + 0 s 185 |
| 3    | António Félix da Costa | DS Techeetah | 1 min 31 s 359 | + 0 s 241 |
| 4    | André Lotterer         | Porsche      | 1 min 31 s 471 | + 0 s 353 |
| 5    | Oliver Rowland         | Nissan eDams | 1 min 31 s 554 | + 0 s 436 |
| 6    | Robin Frijns           | Virgin-Audi  | 1 min 31 s 571 | + 0 s 453 |

### Qualifications
Résultats des qualifications,,
| Pos. | Pilote                 | Écurie                    | Groupe de qualification | Super Pole     | Grille |
| ---- | ---------------------- | ------------------------- | ----------------------- | -------------- | ------ |
| 1    | António Félix da Costa | DS Techeetah              | 1 min 31 s 832          | 1 min 31 s 317 | 1      |
| 2    | Robin Frijns           | Virgin-Audi               | 1 min 31 s 638          | 1 min 31 s 329 | 2      |
| 3    | Mitch Evans            | Jaguar                    | 1 min 31 s 772          | 1 min 31 s 368 | 3      |
| 4    | Jean-Éric Vergne       | DS Techeetah              | 1 min 31 s 839          | 1 min 31 s 376 | 4      |
| 5    | Maximilian Günther     | BMW i Andretti Motorsport | 1 min 31 s 817          | 1 min 32 s 039 | 5      |
| 6    | Oliver Rowland         | Nissan eDams              | 1 min 31 s 850          | Pas de Temps   | 6      |
| 7    | Nick Cassidy           | Virgin-Audi               | 1 min 31 s 853          |                | 7      |
| 8    | Pascal Wehrlein        | Porsche                   | 1 min 31 s 900          |                | 8      |
| 9    | Alex Lynn              | Mahindra                  | 1 min 31 s 952          |                | 9      |
| 10   | Norman Nato            | ROKiT Venturi-Mercedes    | 1 min 31 s 964          |                | 12     |
| 11   | René Rast              | Audi                      | 1 min 32 s 125          |                | 10     |
| 12   | Alexander Sims         | Mahindra                  | 1 min 32 s 146          |                | 11     |
| 13   | Sébastien Buemi        | Nissan eDams              | 1 min 32 s 209          |                | 13     |
| 14   | Jake Dennis            | BMW i Andretti Motorsport | 1 min 32 s 247          |                | 14     |
| 15   | Stoffel Vandoorne      | Mercedes                  | 1 min 32 s 277          |                | 15     |
| 16   | Sam Bird               | Jaguar                    | 1 min 32 s 281          |                | 16     |
| 17   | Lucas di Grassi        | Audi                      | 1 min 32 s 303          |                | 17     |
| 18   | Edoardo Mortara        | ROKiT Venturi-Mercedes    | 1 min 32 s 329          |                | 18     |
| 19   | André Lotterer         | Porsche                   | 1 min 32 s 339          |                | 19     |
| 20   | Nico Muller            | Dragon-Penske             | 1 min 32 s 344          |                | 20     |
| 21   | Tom Blomqvist          | NIO 333                   | 1 min 32 s 630          |                | 21     |
| 22   | Oliver Turvey          | NIO 333                   | 1 min 32 s 633          |                | 22     |
| 23   | Nyck de Vries          | Mercedes                  | 1 min 33 s 070          |                | 24     |
| 24   | Sérgio Sette Câmara    | Dragon-Penske             | Pas de Temps            |                | 23     |

### Course

#### Classement
Classement de la course
| Pos. | no | Pilote                 | Écurie                    | Tours | Temps/Abandon   | Grille | Points |
| ---- | -- | ---------------------- | ------------------------- | ----- | --------------- | ------ | ------ |
| 1    | 13 | António Félix da Costa | DS Techeetah              | 26    | 47 min 20 s 697 | 1      | 28     |
| 2    | 4  | Robin Frijns           | Virgin-Audi               | 26    | + 2 s 848       | 2      | 19     |
| 3    | 20 | Mitch Evans            | Jaguar                    | 26    | + 2 s 872       | 3      | 15     |
| 4    | 25 | Jean-Éric Vergne       | DS Techeetah              | 26    | + 3 s 120       | 4      | 13     |
| 5    | 28 | Maximilian Günther     | BMW i Andretti Motorsport | 26    | + 3 s 270       | 5      | 10     |
| 6    | 22 | Oliver Rowland         | Nissan eDams              | 26    | + 3 s 865       | 6      | 8      |
| 7    | 10 | Sam Bird               | Jaguar                    | 26    | + 4 s 150       | 16     | 6      |
| 8    | 37 | Nick Cassidy           | Virgin-Audi               | 26    | + 4 s 752       | 7      | 4      |
| 9    | 94 | Alex Lynn              | Mahindra                  | 26    | + 5 s 759       | 9      | 2      |
| 10   | 11 | Lucas di Grassi        | Audi                      | 26    | + 6 s 225       | 17     | 1      |
| 11   | 23 | Sébastien Buemi        | Nissan eDams              | 26    | + 6 s 597       | 13     |        |
| 12   | 48 | Edoardo Mortara        | ROKiT Venturi-Mercedes    | 26    | + 7 s 097       | 18     |        |
| 13   | 71 | Norman Nato            | ROKiT Venturi-Mercedes    | 26    | + 8 s 507       | 12     |        |
| 14   | 88 | Tom Blomqvist          | NIO 333                   | 26    | + 9 s 240       | 21     |        |
| 15   | 7  | Sérgio Sette Câmara    | Dragon-Penske             | 26    | + 9 s 499       | 23     |        |
| 16   | 27 | Jake Dennis            | BMW i Andretti Motorsport | 26    | + 9 s 822       | 14     |        |
| 17   | 36 | André Lotterer         | Porsche                   | 26    | + 10 s 503      | 19     |        |
| 18   | 6  | Nico Muller            | Dragon-Penske             | 26    | + 11 s 450      | 20     |        |
| 19   | 8  | Oliver Turvey          | NIO 333                   | 26    | + 12 s 067      | 22     |        |
| Abd. | 17 | Nyck de Vries          | Mercedes                  | 23    | Abandon         | 24     |        |
| Abd. | 99 | Pascal Wehrlein        | Porsche                   | 21    | Abandon         | 8      |        |
| Abd. | 5  | Stoffel Vandoorne      | Mercedes                  | 21    | Abandon         | 15     |        |
| Abd. | 33 | René Rast              | Audi                      | 18    | Accident        | 10     |        |
| Abd. | 29 | Alexander Sims         | Mahindra                  | 0     | Accrochage      | 11     |        |

António Félix da Costa, Stoffel Vandoorne, Nyck de Vries, Sam Bird, et Jean-Éric Vergne ont été désignés par un vote en ligne pour obtenir le fanboost, qui leur permet de bénéficier de 25 kW supplémentaires pendant cinq secondes lors de la deuxième moitié de la course.

#### Pole Position et record du tour
La pole position et le meilleur tour en course rapportent respectivement 3 points et 1 point.
- Pole Position:  António Félix da Costa (DS Techeetah) en 1 min 31 s 317
- Meilleur tour en course:  Stoffel Vandoorne (Mercedes-Benz EQ Formula E Team) en 1 min 34 s 428

## Classement généraux à l'issue de l'ePrix de Monaco
| Pos. | Pilote                 | Points |
| ---- | ---------------------- | ------ |
| 1    | Robin Frijns           | 62     |
| 2    | Nyck de Vries          | 57     |
| 3    | Mitch Evans            | 54     |
| 4    | António Félix da Costa | 52     |
| 5    | Sam Bird               | 49     |
| 6    | Stoffel Vandoorne      | 48     |
| 7    | Jean-Éric Vergne       | 46     |
| 8    | René Rast              | 39     |
| 9    | Oliver Rowland         | 35     |
| 10   | Jake Dennis            | 33     |
| 11   | Edoardo Mortara        | 32     |
| 12   | Pascal Wehrlein        | 32     |
| 13   | Nico Muller            | 30     |
| 14   | Alex Lynn              | 27     |
| 15   | Alexander Sims         | 24     |
| 16   | Maximilian Günther     | 22     |
| 17   | Nick Cassidy           | 19     |
| 18   | André Lotterer         | 18     |
| 19   | Lucas di Grassi        | 14     |
| 20   | Oliver Turvey          | 13     |
| 21   | Sérgio Sette Câmara    | 12     |
| 22   | Sébastien Buemi        | 11     |
| 23   | Norman Nato            | 11     |
| 24   | Tom Blomqvist          | 5      |

| Pos. | Écurie                    | Points |
| ---- | ------------------------- | ------ |
| 1    | Mercedes                  | 105    |
| 2    | Jaguar                    | 103    |
| 3    | DS Techeetah              | 98     |
| 4    | Virgin-Audi               | 81     |
| 5    | BMW i Andretti Motorsport | 55     |
| 6    | Audi                      | 53     |
| 7    | Mahindra                  | 51     |
| 8    | Porsche                   | 50     |
| 9    | Nissan eDams              | 46     |
| 10   | ROKiT Venturi-Mercedes    | 43     |
| 11   | Dragon-Penske             | 42     |
| 12   | NIO 333                   | 18     |